# Lamborghini Miura
Lamborghini Miura – samochód sportowy produkowany przez włoską markę Lamborghini, w latach 1966–1973.

## Historia i opis modelu

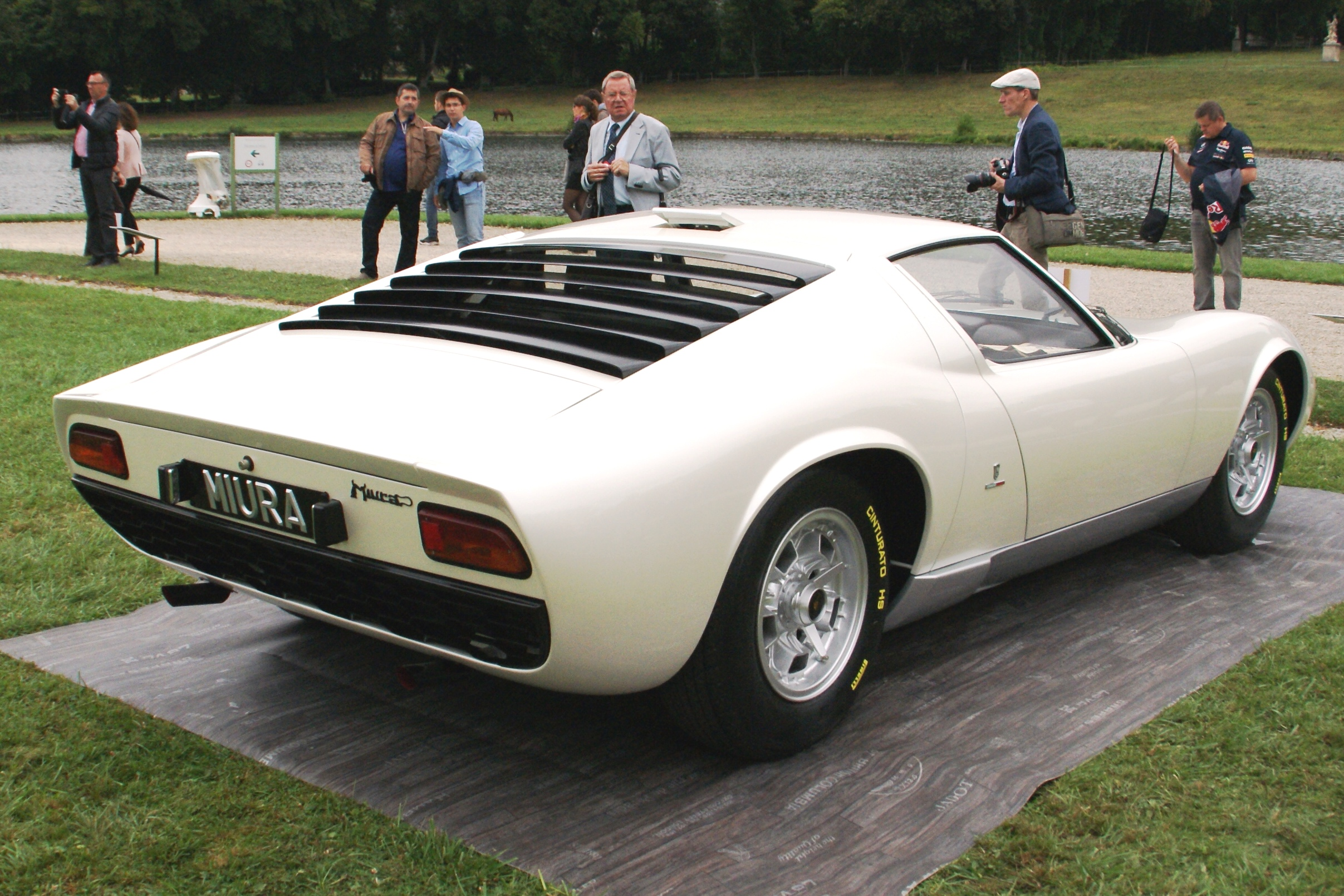
Lamborghini Miura - tył

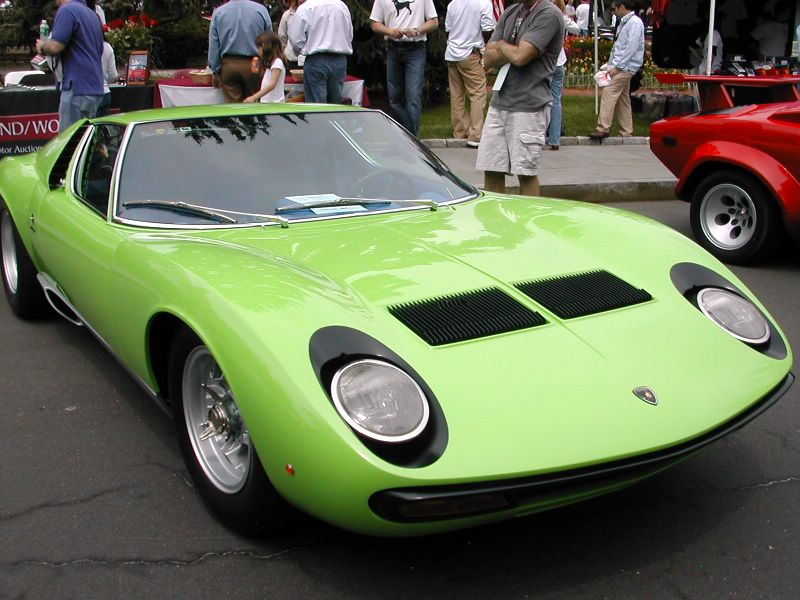
Lamborghini Miura P400SV

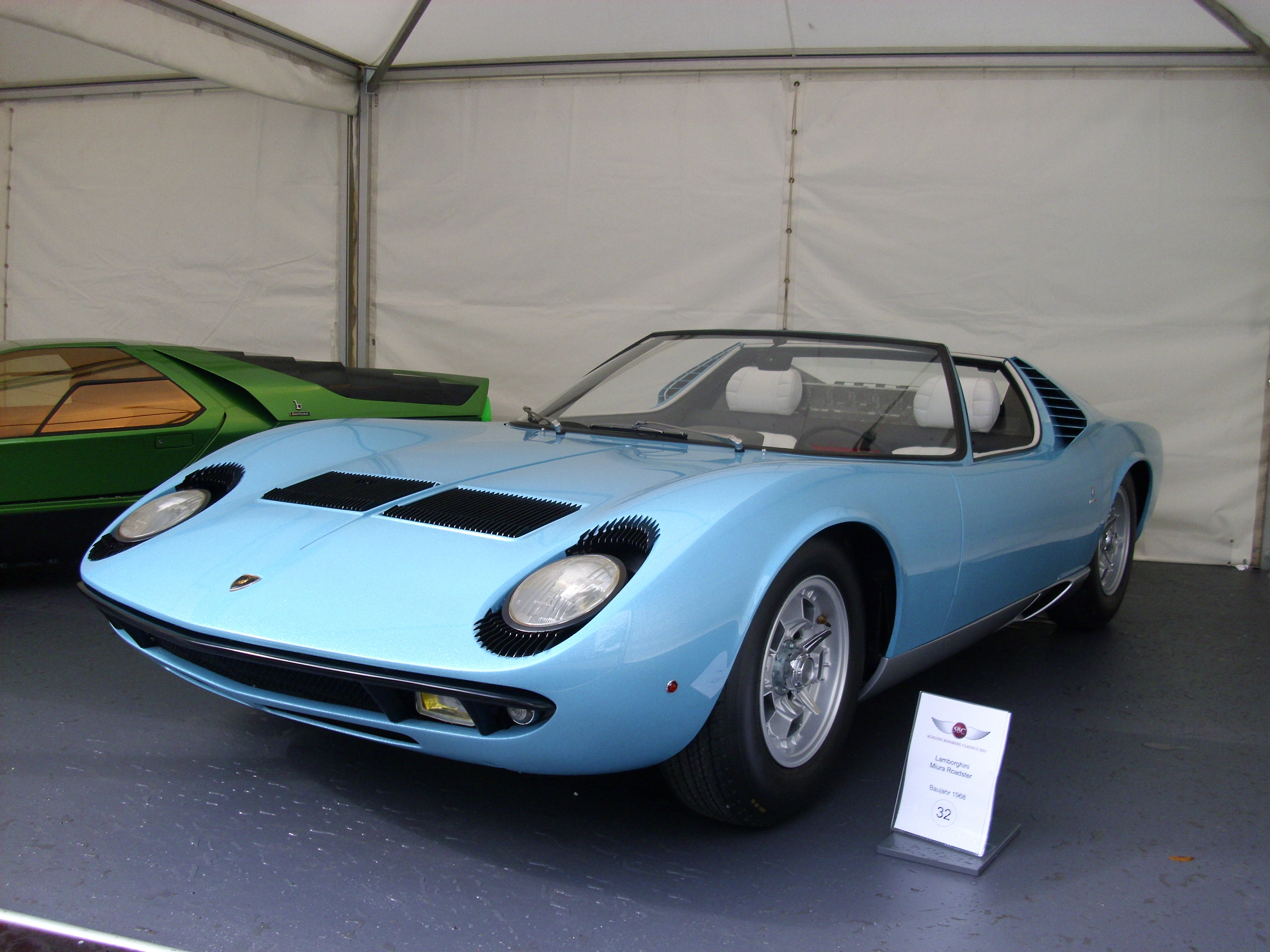
Lamborghini Miura Roadster

Po raz pierwszy zaprezentowany podczas Geneva Motor Show w marcu 1966.

### Miura P400S
Zaprezentowany na Salonie w Genewie 1969. Po wyprodukowaniu 475 szt. mającej wiele wad Miury P400 Lamborghini postanowiło zmodyfikować auto i tak powstała Miura P400 S. Zmiany na zewnątrz są jedynie symboliczne. Zastosowano chromowane obramówki wokół szyb i przednich świateł oraz literę S z tyłu i zamontowano nowe spinnery. 
Nieco więcej czasu poświęcono wnętrzu. Choć Miura P400 S nie została komfortową limuzyną, jednak warunki w jej wnętrzu z pewnością stały się bardziej cywilizowane, szczególnie za sprawą uszczelnionej przegrody silnika. Miura P400 S miała w standardzie elektryczne szyby. Lista opcji zaczynała się od radia przez klimatyzację, 3-punktowe pasy bezpieczeństwa, kończąc zaś na firmowym komplecie walizek.
Najważniejsze zmiany są jednak niewidoczne na pierwszy rzut oka. 124 pierwszych egzemplarzy P400 S było oparte na ramie ze stalowej blachy o grubości 0,9 mm. Jednak taka konstrukcja nie była dostatecznie sztywna, więc od egzemplarza nr. 125 zastosowano blachę o grubości 1 mm, co zwiększyło masę do 1245 kg. Przednia i tylna część karoserii wykonana jest z aluminium, a dach i drzwi ze stali. 
Przeprojektowano tylne zawieszenie, obniżając je i utwardzając. Pojazd wyposażono w nowe, niskoprofilowe opony Pirelli Cinturato. W późniejszych egzemplarzach montowano także wentylowane tarcze hamulcowe. 
Zmianom uległ także silnik. Zastosowano nowe gaźniki, z których już nie kapało paliwo, tak jak we wcześniejszej Miurze. Moc wzrosła do 272 kW (370 KM), wzrósł także moment obrotowy, co spowodowało znaczną poprawę osiągów. Dzięki przeróbce wydechu nieznacznie powiększył się bagażnik.

### Miura P400SV
Model został zaprojektowany przez Marcello Gandiniego i zaprezentowany w 1971 na Geneva Motor Show. Następca Miury P400 S.
Na Salonie w Genewie w 1971 roku firma Lamborghini zaprezentowała ostatnią i uważaną za najlepszą wersję Miury, czyli model P400 SV. 
Z zewnątrz najbardziej widoczną zmianą jest brak "rzęs" wokół przednich świateł. Skorygowano również przednie wloty powietrza. Dodatkowo - by pomieścić szersze opony - tylne nadkola zostały poszerzone o 13 cm. Dopiero w tym modelu klimatyzacja i radio były wyposażeniem standardowym. 
Najważniejsze zmiany zaszły pod maską. W Miurze P400 i P400 S silnik i skrzynia biegów posiadały wspólny system olejowy. W większości egzemplarzy SV został on rozdzielony, dodatkowo system smarowania silnika wykorzystywał suchą miskę olejową, co zapewniało dopływ oleju przy dużych przeciążeniach. Takie rozwiązanie oraz rozdzielony system smarowania wydatnie zwiększa żywotność układu napędowego. 
Silnik również zyskał na mocy i uzyskiwał 283 kW (385 KM). Przyrost uzyskano dzięki zastosowaniu nowych zaworów, wałków rozrządu i gaźników. Nowy silnik wykazywał większe spalanie, dlatego można było zamówić 110-litrowy zbiornik zamiast 77-litrowego. Innym, opcjonalnym wyposażeniem był dyferencjał z ograniczonym poślizgiem, czyli tzw. "szpera", zapewniający lepsze przenoszenie mocy na koła, choć niewiele egzemplarzy zostało w nią wyposażone. 
Konsekwencją wprowadzenia szerszych opon była konieczność przeprojektowania zawieszenia. Zwiększono także rozstaw tylnych kół. Dzięki zmianom pojazd prowadził się znacznie lepiej. W standardzie montowano wentylowane tarcze hamulcowe o średnicy 267 mm. 
Miura SV była w latach produkcji najszybszym seryjnym samochodem i jednocześnie pierwszym osiągającym 300 km/h. 
Miura P400 SV była produkowana tylko na zamówienie, powstało 150 sztuk. Na tym modelu zakończyła się produkcja Miury, auta które, według wielu zrewolucjonizowało świat aut sportowych. Równolegle z modelem SV w Genewie pokazano prototyp Countacha, czyli kolejnego supersamochodu Lamborghini.

### Miura Roadster
Po raz pierwszy zaprezentowany podczas Bruksela Motor Show w 1968 roku.
W przeciwieństwie do modelu 350 GTS, Miura Roadster nie była tylko samochodem bazowym z odciętym dachem. Przeprojektowano tył, zastosowano nowe lampy, wydech. W założeniach Miura Roadster miała osiągać 280 km/h i przy okazji nie urwać głowy kierowcy. Zmieniono kąt nachylenia przedniej szyby oraz zmniejszono jej wysokość o 3 cm. Wewnątrz przeniesiono przyciski z podsufitki na deskę rozdzielczą. Silnik i układ jezdny zapożyczono z Miury P400.
Samochód zaprezentowano na salonie w Brukseli 1968. Wzbudził spore zainteresowanie wśród potencjalnych klientów. Jednak firma Lamborghini nie podjęła się rozpoczęcia produkcji seryjnej. Jedyny egzemplarz Miury Roadster został sprzedany korporacji ILZRO zajmującej się produkcją stopów metali dla przemysłu motoryzacyjnego. Firma wykorzystała auto w celach reklamowych. Auto zmodernizowano. Większość standardowych elementów zastąpiono odpowiednikami z cynku. Samochód pomalowano na ciemnozielony kolor, co w połączeniu z czarnym podkładem dało ciekawy efekt. Wnętrze obszyto skórą w kolorze wielbłąda. Nadzorował to wszystko John Foster - jeden z projektantów Forda. Pojazd otrzymał nazwę ZN-75, jest to nazwa katalogowa stopu cynku. Miura ZN-75 reklamowała firmę ILZRO do 1981 roku, kiedy to przekazano ją bostońskiemu Muzeum Transportu, jednak nie pozostała tam na zawsze. Po odrestaurowaniu wielokrotnie zmieniała właścicieli. Obecnie jest w rękach francuskiego kolekcjonera z Nowego Jorku.

### Silnik
- V12 3,9 l (3917 cm³), 2 zawory na cylinder, DOHC[1]
- Układ zasilania: cztery gaźniki trzygardzielowe Weber 40 IDL3[1]
- Średnica cylindra × skok tłoka: 81,00 mm × 61,00 mm[1]
- Stopień sprężania: 9,8:1
- Moc maksymalna: 350 KM przy 7000 obr./min[1]
- Maksymalny moment obrotowy: 367 N•m przy 5100 obr./min

### Osiągi
- Przyspieszenie 0-100 km/h: 6,7 s
- Przyspieszenie 0-160 km/h: 13,4 s
- Prędkość maksymalna: 275 km/h[1]

### Silnik
- V12 3,9 l (3929 cm³), 2 zawory na cylinder, DOHC
- Układ zasilania: cztery gaźniki Weber
- Średnica cylindra × skok tłoka: 82,00 mm × 62,00 mm
- Stopień sprężania: 10,4:1
- Moc maksymalna: 375 KM (276 kW) przy 7700 obr/min
- Maksymalny moment obrotowy: 388 N•m przy 5500 obr/min

### Osiągi
- Przyspieszenie 0-100 km/h: 6,7 s
- Prędkość maksymalna: 282 km/h

### Silnik
- V12 3,9 l (3929 cm³), 2 zawory na cylinder, DOHC
- Układ zasilania: cztery gaźniki Weber
- Średnica cylindra × skok tłoka: 82,00 mm × 62,00 mm
- Stopień sprężania: 10,7:1
- Moc maksymalna: 390 KM (287 kW) przy 7850 obr/min
- Maksymalny moment obrotowy: 399 N•m przy 5750 obr/min

### Osiągi
- Przyspieszenie 0-100 km/h: 6,7 s
- Prędkość maksymalna: 290 km/h

### Dane techniczne (roadster)
| Marka i model                  | Lamborghini Miura Roadster / Zn75  |
| Rozstaw osi (mm)               | 2504 mm                            |
| Rozmiar kół pojazdu (mm)       | 205/70 ZR 15                       |
| Napęd                          | na tył                             |
| Typ silnika                    | V12 24v                            |
| Pojemność skok. (cm³)          | 3939 cm ³                          |
| Moc kW (KM)                    | 257 kW (350 KM) przy 7000 obr./min |
| Moment obrotowy (Nm)           | 369 Nm przy 5100 obr./min          |
| Osiągi (s)                     |                                    |
| 0-100 km/h (s)                 | 6,7 s                              |
| 0-1000 m (s)                   | 24,4 s                             |
| Prędkość maksymalna (km/h)     | 280 km/h                           |
| Stosunek masy do mocy (kg/KM)  | 2,86 kg/KM                         |
| Pojemność zbiornika paliwa (l) | 90 l                               |
| ------------------------------ | ---------------------------------- |